# NetMeeting

NetMeeting під Windows XP

Microsoft NetMeeting — застосунок для відеоконференцзв'язку, дозволяє організовувати аудіо- і відео-контакти (за наявності відеокамери) між двома і більше учасниками конференції.
Окрім цього, він має такі можливості:
- Пересилка файлів. У ході конференції Ви можете обмінюватися з користувачами файлами.
- Спільна робота над документом. Одна з найбільш відмітних особливостей NetMeeting — надає можливість сумісного використання застосунків. Наприклад, Ви можете дозволити працювати віддаленому співбесіднику з Вашими офісними програмами, причому, у видаленого користувача ці програми можуть бути не встановлені.
- Спілкування в чаті. Можливість обміну із співбесідником текстовими повідомленнями.
- «Біла» дошка (англ. whiteboard). Можливість обміну із співбесідником графічною інформацією в інтерактивному режимі. В цьому випадку у кожного учасника відкривається додаткове вікно зі всіма необхідними функціями. Всі Ваші дії (малювання, вставка фотографії, графіків тощо) тут же відображаються у партнера.

Починаючи від випуску Windows XP, Microsoft не радить використовувати цей застосунок, натомість пропонує як заміну Windows Messenger та Microsoft Office Live Meeting, хоча продукт досі встановлюється за умовчанням (Start : Run… : C:\Program Files\NetMeeting\conf.exe). Але треба зауважити, що Windows Messenger, MSN Messenger та Windows Live Messenger прямо звертаються до NetMeeting для спільної роботи з застосунками, стільницею, і функціями білої дошки Whiteboard, ці можливості представлені в кожному з цих застосунків.

## Протокольна архітектура
- NetMeeting використовує стандарт H.323 для мережевої IP/Ethernet мультимедійної конференції:
  - аудіо кодек використовує стандарти ITU G.723.1 та G.711 і пропонує швидкість каналів від 5.3 кбіт/сек до 64 kbit/s.
  - відео кодек використовує стандарт ITU H.263 з підтримкою 30 fps.
- аудіо та відео кодеки NetMeeting використовують RTP над з'єднанням UDP/IP.
- Whiteboard, Chat і File Transfer використовують стандарт ITU T.120 Data Conferencing над з'єднанням TCP/IP.

## Зупинка розробки
NetMeeting більше не включається до Windows Vista, у цій ОС він замінений на Windows Meeting Space та Microsoft Office Live Meeting. Windows Meeting Space має можливості тільки спільної роботи і йому бракує функцій конференцій з NetMeeting. Live Meeting включає можливості конференцій, відсутні в Windows Meeting Space. Для співпраці через інтернет Microsoft також випустив SharedView.